# Espagnac-Sainte-Eulalie
Die französische Gemeinde Espagnac-Sainte-Eulalie befindet sich im Département Lot in der Region Okzitanien.
Der 92 Einwohner (Stand 1. Januar 2022) zählende Ort liegt im Tal des Célé und ist Teil des Regionalen Naturparks Causses du Quercy. Durch Espagnac-Sainte-Eulalie führt der Fernwanderweg GR 651, eine Variante des GR 65, die weitgehend dem historischen Verlauf des französischen Jakobsweges Via Podiensis folgt.

## Geografie
Espagnac-Sainte-Eulalie liegt am südwestlichen Rand des Zentralmassives am Ufer des Célé, eines rechten Nebenflusses des Lot. Die nächste Stadt ist Figeac, welche man durch das Célé-Tal in östlicher Richtung über die D41 und D19 nach circa 21 Straßenkilometern erreicht. Die nächsten französischen Großstädte sind Lyon (268 km) im Nordosten, Toulouse (114 km) im Südwesten, Bordeaux (194 km) im Westen und Montpellier (196 km) im Südosten.

## Geschichte
Der Ort entwickelte sich aus dem Kloster Espagnac. Die erste Gründung erfolgte durch den Wandermönch Bertrand de Griffeuil zwischen 1130 und 1140 in der Gemeinde Santa Eulalia. Um das Jahr 1160 wurde es im ersten Krieg mit England zerstört.
Im Jahr 1211 wurde durch die Priorin Elisabeth ein Augustiner-Nonnenkloster gegründet. Eine Kirche und mehrere Gebäude entstanden am linken Ufer des Célé. Dieser Platz stellte sich aber als ungeeignet heraus, er wurde mehrfach überflutet. Um 1624 ließ Hebrard Aymeric Saint-Sulpice, Bischof von Coimbra (Portugal), neue Gebäude errichten. Diese wurden am 16. Mai 1293 offiziell ihrer Bestimmung übergeben. Auf Geheiß des Bischofs wurde die Abtei der Heiligen Jungfrau geweiht. Sie trägt den Namen Val-Paradis d'Espagnac. Die Glaubensgemeinschaft der Nonnen blieb fast zehn Jahrhunderte aktiv, bis das Kloster 1792 in der Französischen Revolution aufgelöst wurde.

## Bevölkerungsentwicklung
| Jahr                       | 1962 | 1968 | 1975 | 1982 | 1990 | 1999 | 2008 | 2018 |
| Einwohner                  | 97   | 82   | 67   | 77   | 68   | 73   | 84   | 89   |
| Quellen: Cassini und INSEE |      |      |      |      |      |      |      |      |

## Jakobsweg (Via Podiensis)
Im Ort gibt es zwei Pilgerherbergen (französisch: Gîte d'étape), mehrere Privatzimmer (französisch: Chambre d'Hôtes) und einen Campingplatz. Die Variante GR 651 folgt weiter dem Tal des Célé, vorbei an der Grotte du Pech Merle, überquert bei Saint-Cirq-Lapopie das Lot-Tal und vereinigt sich zwischen Limogne-en-Quercy und Varaire wieder mit dem GR 65. Als Straßenverbindung führt die D41, parallel zum Jakobsweg, ins Lot-Tal.

## Sehenswürdigkeiten
- Die Kirche Val-Paradis des Espagnac war das Herzstück des Augustinerklosters. Der ursprüngliche Bau aus dem 13. Jahrhundert war circa 50 Meter lang. Im Hundertjährigen Krieg wurde sie teilweise zerstört. Im 15. Jahrhundert erfolgte der Wiederaufbau. Heute wird das gotische Gebäude als Pfarrkirche genutzt. In ihrem Inneren befinden sich drei monumentale Gräber. Eins davon trägt das Bildnis des Gründerbischofs und ein zweites das Bildnis der ersten Priorin. Der Glockenturm an der Südseite ist mit seinem achteckigen Dach in ganz Frankreich beispiellos.

- Die erhaltenen Einrichtungen des Klosters Notre-Dame de Val Paradis mit befestigtem Torhaus und Priorat sowie Reste des Kreuzgangs stammen aus dem 13. bzw. 18. Jahrhundert.

- Die romanische Kirche Santa Eulalia am rechten Ufer des Célé ist der Rest eines Klosters, das 974 zur Betreuung der Jakobspilger gegründet wurde. Die Kapellen des Querschiffes wurden erst im 19. Jahrhundert hinzugefügt.

- Die Grotte Sainte-Eulalie enthält prähistorische Zeichnungen, die zwischen 13.000 und 9000 v. Chr. datiert wurden. Die Zeichnungen zeigen sehr realistische Darstellungen von Rentieren, Pferden oder Ziegen. Die Höhle ist nicht öffentlich zugänglich.

- Die Dolmen von Cavagnès

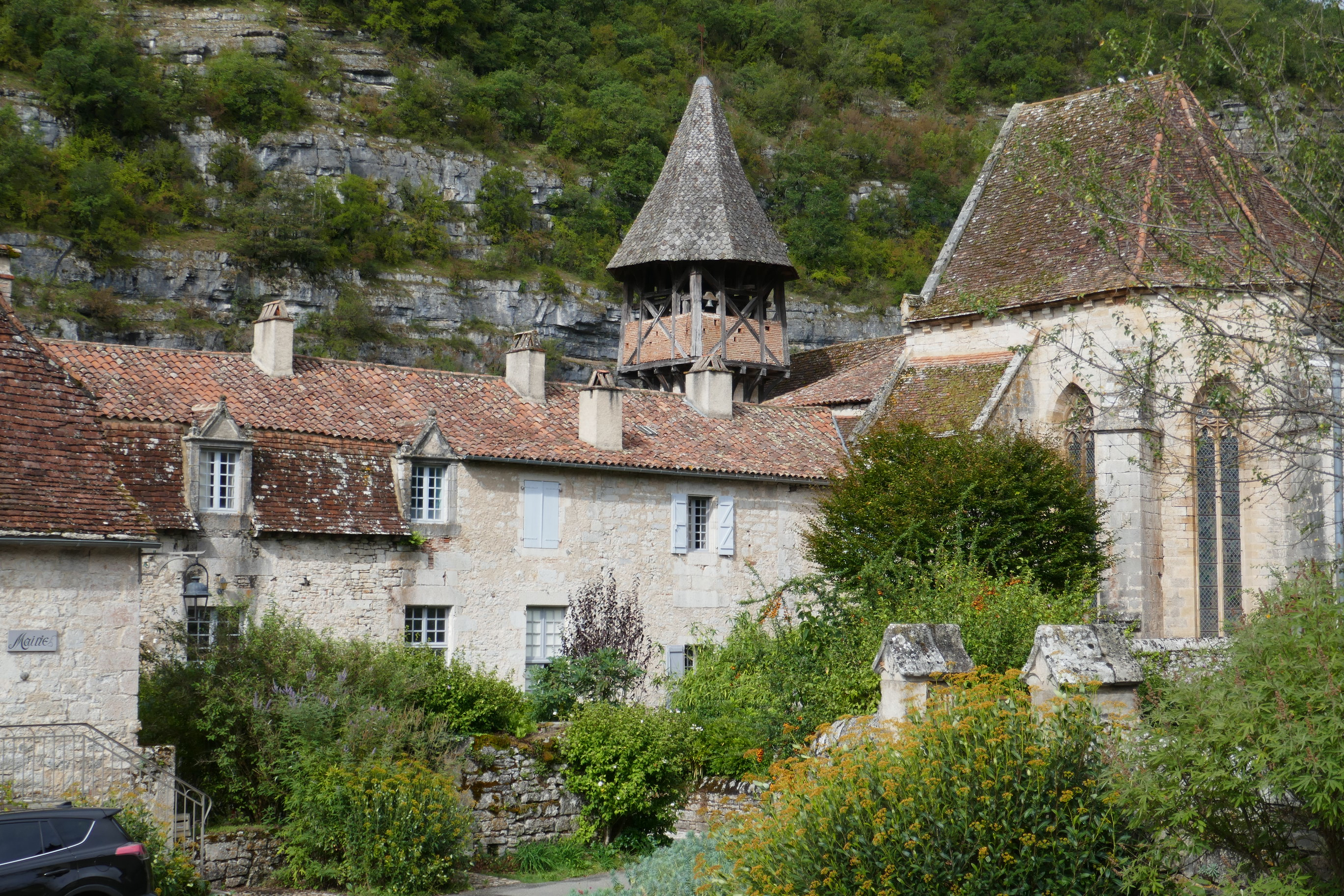
Kirche Sainte-Eulalie
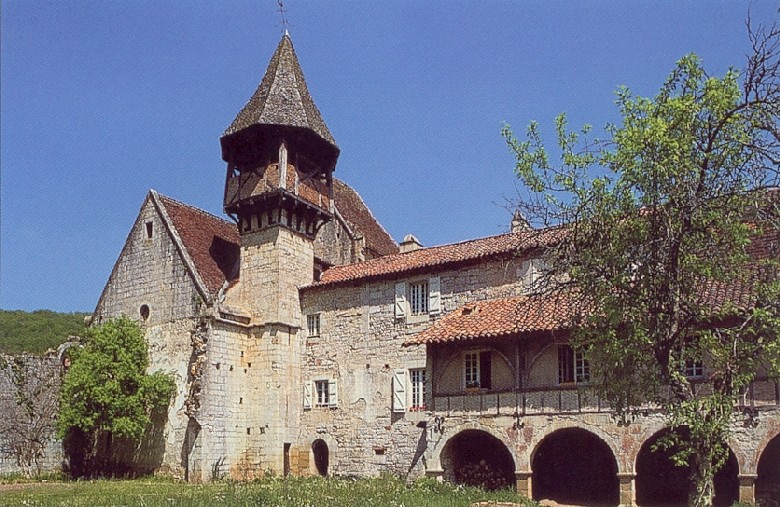
Reste des Klosters Notre-Dame de Val Paradis
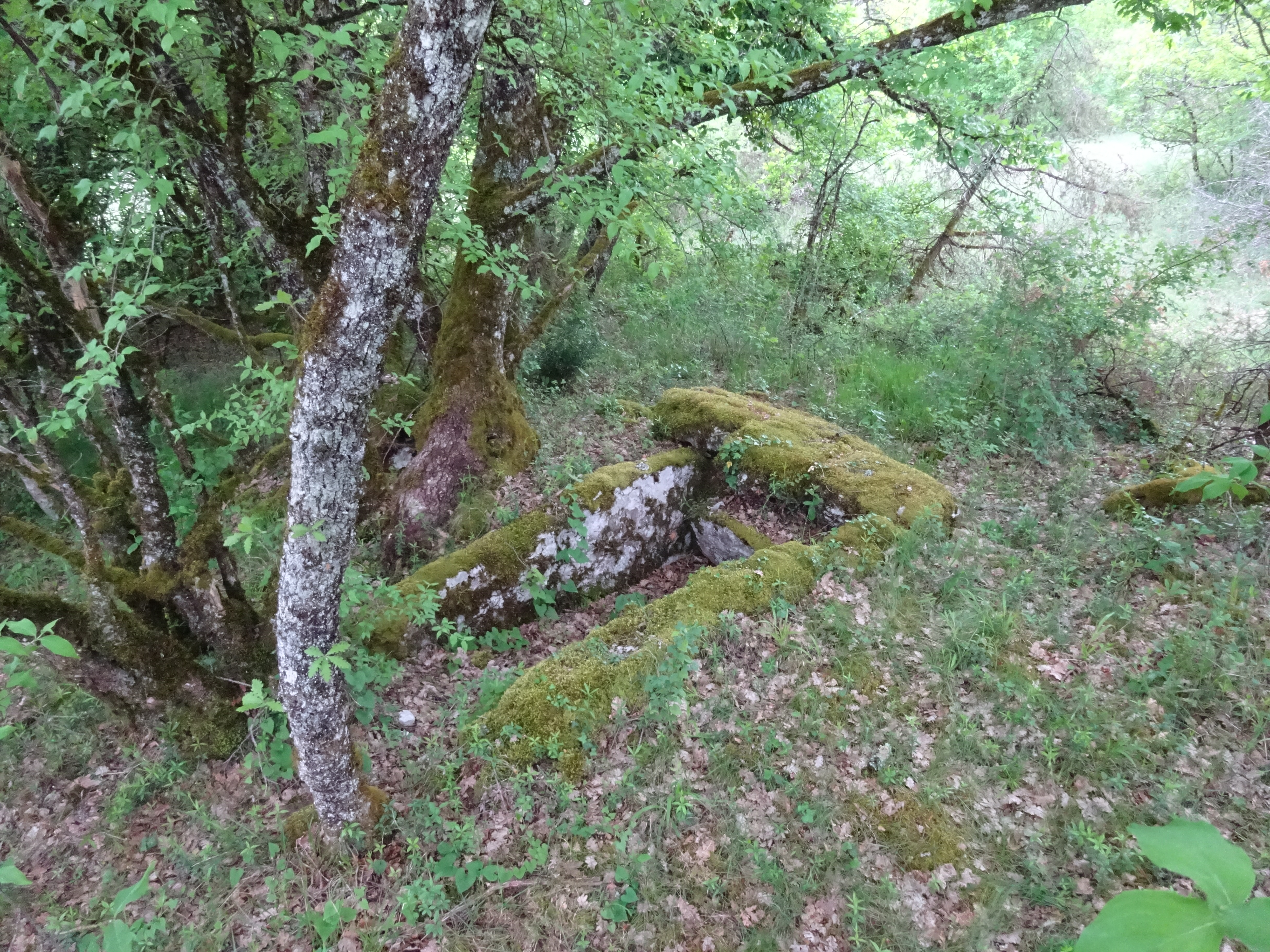
Dolmen von Cavagnès nordöstlich des Ortes